# Spachea
Spachea là một chi thuộc họ Malpighiaceae, một họ gồm 75 chi thực vật có hoa trong bộ Malpighiales. Spachea gồm 6 loài cây bụi và cây thân gỗ mọc trong các khu rừng ẩm. Loài S. martiana có ở Cuba, 2 loài ở phía nam Trung Mỹ trong đó một loài gần Colombia, và 3 loài ở phía bắc Nam Mỹ (trong đó có Trinidad). Spachea correae, bản địa của Costa Rica và Panama, được liệt vào danh sách loài bị đe doạ của Sách đỏ IUCN.